# Château de Souys
Le château de Souys est un château situé à Saint-Menoux, en France, édifié selon des plans de Mansart au milieu du XVIIe siècle. Résidence de gentilshommes sous l'Ancien Régime, lieu de séjour probable de Mme de Montespan, il devient la propriété de notables à partir de 1849 avant d'être acquis, vers le milieu du XXe siècle, par une commune du département de la Seine-Saint-Denis pour être un lieu de vacances d'enfants.

## Localisation
Le château est situé sur la commune de Saint-Menoux, dans le département de l'Allier, en région Auvergne-Rhône-Alpes, à environ 2 km au nord-est du bourg.

## Description
Le château est un bâtiment du XVIIe siècle, disposé au fond d'une cour d'honneur. Son plan est très symétrique, il est composé d'un corps de bâtiment flanqué de deux ailes formant avant-corps sur chaque façade. Chaque corps de bâtiment est couvert d'une toiture en ardoises, indépendante, en pavillon. Les façades sont ornées de chaînes d'angles traitées en gros bossages à fort relief. Son élévation est à travées, avec un rez-de-chaussée, un étage carré et un étage de comble.
L'accès à la cour d'honneur (à l'ouest) s'effectue par un portail en plein cintre (bossages adoucis, chapiteaux ioniques). De chaque côté de cette entrée, s'élève un pavillon dans le style du château : celui de gauche est la loge du gardien ; celui de droite abrite une chapelle établie sur plan en rotonde, couverte d'une coupole retombant sur une ordonnance classique, avec un dallage blanc et noir, un autel peint et doré à colonnes ioniques, tabernacle et gradins.
À droite de la chapelle, à l'est, s'étendent les communs. On accède par une porte charretière à la basse-cour fermée. Elle comprend deux granges étables, un four à pain, une pièce d'eau, le logis des fermiers (cheminée conservée) et un cabinet d'angle. Sur la grange étable sud, le comble est brisé.
Toutes les toitures sont en ardoise à l'exception de celles des bâtiments agricoles.
Le logis était remarquable par son immense salon s'étendant, au premier étage, entre les deux pavillons :  il renfermait une série de cinq tapisseries tissées d'argent de la  Manufacture royale de Beauvais, signées Behaeghe. Elles présentaient, sur fond de paysages avec habitations, cours d'eau, animaux, oiseaux etc. le Repos de Diane et de ses compagnes, l'Enlèvement d'Europe, le Sommeil d'Endymion, Diane et une de ses suivantes et Rencontre de deux personnages mythologiques. Les bordures étaient de vases et rinceaux fleuris. 
Ce logis a été modifié à l'ouest en 1872 par Jean-Bélisaire Moreau (1828-1899), architecte moulinois travaillant souvent de concert avec Viollet-le-Duc et réputé dans l'Allier où il restaura de nombreux autres châteaux (Avrilly, Busset, Lapalisse) et où il fut nommé inspecteur des travaux diocésains de Moulins.
L'édifice est inscrit partiellement (façades, toiture et grand portail) au titre des monuments historiques en 1952.

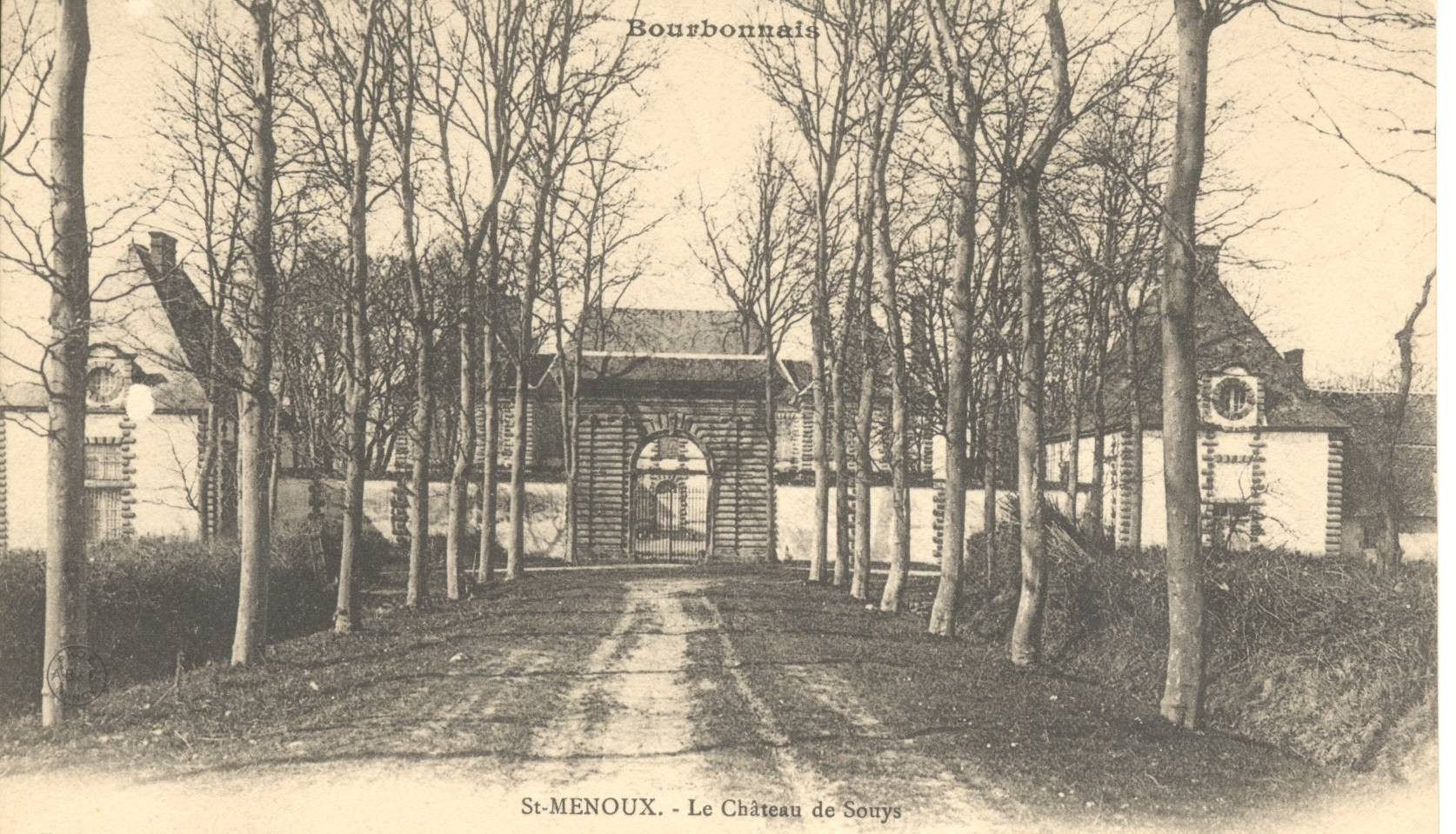
Allée conduisant au portail de la cour d'honneur du château.

## Historique

### Une terre entre les mains de la famille Gaudon pendant près de deux siècles
Dès 1375, on trouve la mention de la « grange de Soye », bien possédé ensemble par Hugues Regnier et sa femme Jacquette. Le nom devient par la suite « Souye » : c’est ainsi qu’est nommée la propriété de Jean Gaudon, qualifié en 1493 et 1518 de « seigneur de Souye ». Un siècle plus tard, en 1604, la propriété est toujours entre les mains d'un descendant de Jean Gaudon, Nicolas Gaudon, fils d'un Jean Gaudon lieutenant général au domaine du Bourbonnais, seigneur de Souye,Foullet et Arvilly. Nicolas Gaudon est lieutenant général à Orléans puis trésorier de France à Moulins, et sieur de Souys et de Foullet. Le bâtiment qu'il occupe à Souys n'est pas l'actuel château mais ce qui deviendra plus tard le « vieux Souys » ou « Grand domaine de Souys ».
Son troisième enfant, Pierre Gaudon, né en 1613, écuyer, gentilhomme ordinaire de la chambre du roi, hérite des terres de Souys alors que celles de Foullet vont avec d'autres à l'aîné. Pierre acquiert de nouveaux biens fonciers, devenant propriétaire de la Grange dès 1644. Il abandonne, après une dizaine d’années, le vieux Souys ou « Grand domaine » aux métayers pour le château actuel qu’il a fait édifier en 1655 et 1656. Des mains de Pierre, le domaine semble être passé à son troisième enfant, Marc Antoine Gaudon, écuyer, capitaine au régiment de Condé, seigneur de Souys, mais en 1692, Marc-Antoine le vend à Jacques Faverot.

### Un château dessiné par Mansart pour Madame de Montespan?

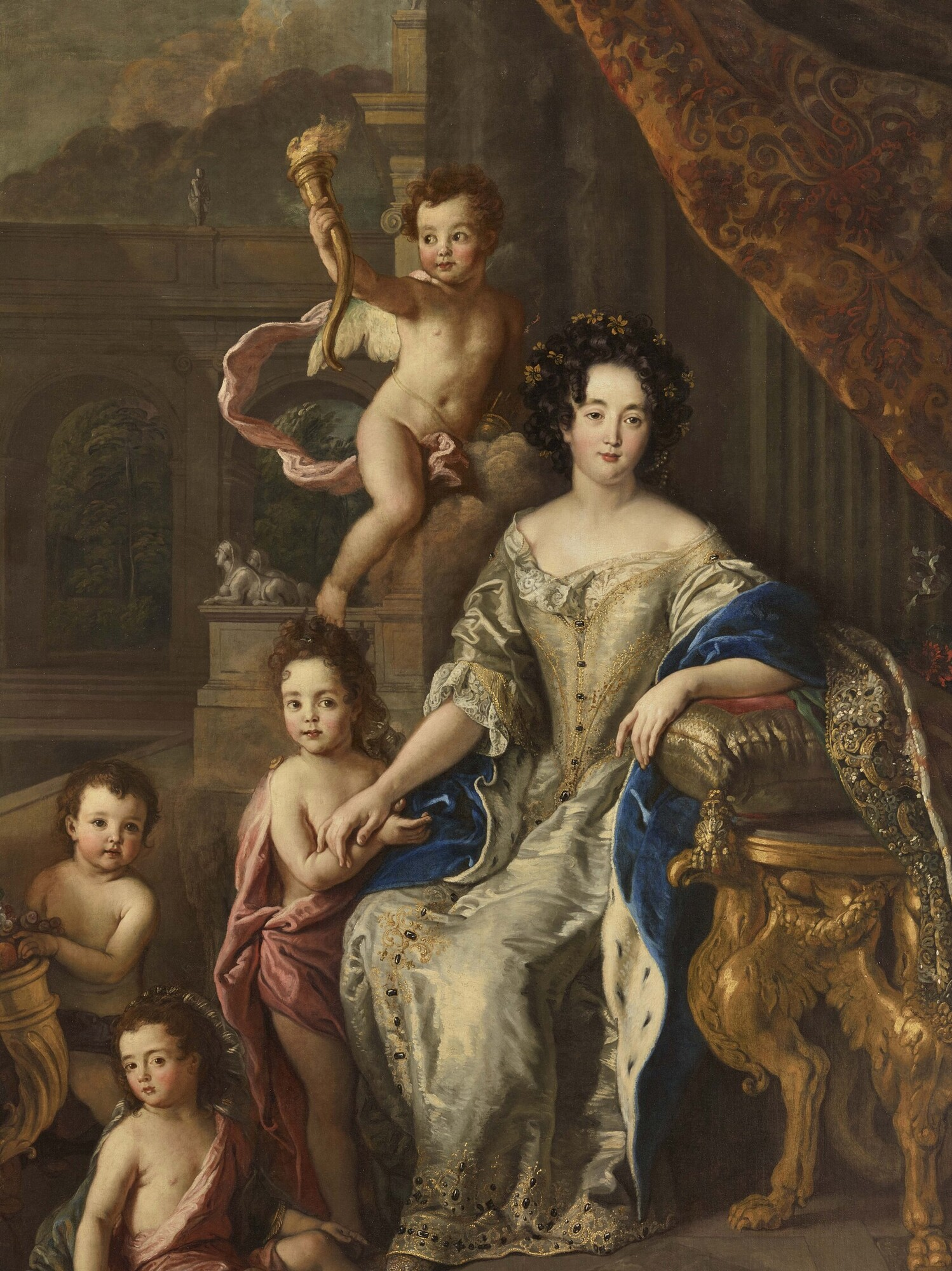
Madame de Montespan et ses enfants.

Le château – parce qu’édifié selon des plans de Mansart, surintendant des bâtiments du roi – est l’objet de récits quasi-légendaires, transmis par les différentes familles qui ont habité les lieux. Elles concernent toutes le personnage de Mme de Montespan, favorite royale, mère de huit enfants qu’elle a du roi Louis XIV. Le château aurait été construit sur l’ordre de Louis XIV pour Mme de Montespan. Le fait s’avère inexact. Madame de Montespan ne fait que séjourner à Souys : on est sûr qu’elle y est reçue par Jacques Faverot au moins en mai 1700 alors qu’elle se rend aux eaux de Bourbon-l’Archambault ; son passage à Saint-Menoux est signalé le 17 mai. Peut-être s'y est-elle arrêtée à d’autres moments entre 1692 et 1707, date à laquelle elle est morte à Bourbon-l'Archambault. 
La tradition fait même référence à un séjour en 1668 quand le château est encore la propriété de Marc Antoine Gaudon : alors âgée de 28 ans, Mme de Montespan y aurait accouché d'un enfant. Le fait n’est pas historiquement vérifié. La chambre du premier étage, à côté du Grand Salon ou Galerie, a été appelée pendant longtemps « chambre de Madame de Montespan » ou « chambre rouge ». Il n’est donc pas impossible que deux des propriétaires du château de Souys, Marc Antoine Gaudon, en 1668, puis Jacques Faverot, en 1700, y aient reçu Madame de Montespan quand elle se rendait à Bourbon-l’Archambault.

### Une succession de mutations auXVIIIesiècle
Jacques Faverot de Neuville, seigneur de Saint-Aubin, écuyer et capitaine au régiment d’Auvergne, est devenu propriétaire du château en 1692. Jacques Faverot acquiert en même temps que Souys la terre voisine de Cluzor. Il garde Souys jusqu’en 1720, date à laquelle il en effectue la vente au profit de Nicolas-Pierre Amyot de Montérigny. Souys reste pendant deux générations à la famille Amyot qui, plus tard, réunira elle aussi entre ses mains les terres de Cluzor et de Souys. Il y a en effet la trace d’une vente, le 6 février 1745, par Gilles Brunet d’Évry, de ses « fiefs, terres et seigneuries de Cluzor et de Lépaud » à Pierre Jacques Renaud de Boisrenaud, capitaine au régiment de cavalerie de Rohan, qui lui-même, très peu de temps après, revend une partie de Cluzor à un Amyot, Claude Parfait, qualifié par la suite de « seigneur de Souys et de Cluzor ». Les deux fiefs réunis forment un ensemble important, d'une superficie de 600 à 700 hectares. Lors de leur vente par Claude Parfait Amyot en 1775, le prix total est de 244 600 livres dont 15 600 pour Souys.
L'acheteur est Madame de Serre de Saint-Roman, née Françoise de Murard, épouse d'un conseiller au parlement de Paris. Par son achat de 1775, elle possède deux châteaux, celui de Souys et celui de Cluzor, une "réserve" (peut-être le Domaine de la Cour à Souys), sept grandes fermes, une tuilerie, un moulin et une locaterie.

### Souys préservé malgré la tourmente révolutionnaire
Quand éclate la Révolution, la famille de Saint-Roman quitte Paris pour Souys. L'un de leurs fermiers, Jacques Saulnier, a acquis une importante fortune foncière, il est devenu en 1792 maire d'Agonges. Il n'hésite pas à fournir en 1793 un certificat de résidence au comte Jacques-Pierre de Saint-Roman sans pouvoir pourtant lui éviter une condamnation à mort et la guillotine. Mme de Serre de Saint-Roman voit quant à elle tous ses biens mis sous séquestre, car son fils Alexis Jacques a émigré. Cependant, un arrêté de février 1799 procédant au partage des biens de la famille de Serre de Saint-Roman réattribue Souys et Cluzor à Madame de Serre.
Ses descendants gardent l'ensemble jusqu'au milieu du XIXe siècle : son fils Jacques Alexis, revenu en France, en hérite puis, à partir de 1844, sa fille, la marquise de Barbançois. La marquise revend aussitôt une partie de son héritage, Cluzor.

### La résidence secondaire d'une famille bourgeoise
En 1849, les terres de Souys et son château sont acquis conjointement par Madame Jean Jacques Baraudon (1802-1879), née Louise Rollet, et son gendre Philippe Léon dit Léonce Thomas (1810-1870). Madame Baraudon est veuve, son mari était en 1824 greffier en chef de la Cour d’appel de Limoges et, en 1832, procureur du roi à Limoges. Léonce Thomas est né à Valence, d’une famille de négociants. Élève puis professeur à l’École centrale, il est ingénieur civil, spécialiste de la métallurgie du fer et surtout des machines à vapeur.
Les biens achetés n'étaient déjà plus à la famille de Serre ; ils appartenaient à Hippolyte Pierre Eyquem, domicilié à l’île de Tenerife, mais ils avaient été l’objet d’une saisie par huissier à la demande de banquiers de Lisbonne. L’adjudication s’est faite au prix principal de 168 000 francs pour une surface de 200 hectares environ. La famille Thomas fera sur la commune de Saint-Menoux des achats ultérieurs, rassemblant 331 hectares en 1911, à la mort de Max Thomas, fils unique et héritier de Léonce.
La famille Thomas reste attachée à Souys et à sa région pendant plusieurs générations, Max Thomas choisissant sa première épouse dans une famille d'Agonges, les Saulnier de Praingy. C'est Max Thomas qui commande à l'architecte Moreau des travaux et qui transforme la décoration intérieure. À sa mort en 1911, tous ses biens de Souys sont l'objet d'un long et difficile partage lors du règlement de sa succession  : il avait eu onze enfants, cinq de son premier mariage avec Alice Saulnier de Praingy et six du second avec Marie Falateuf. Par son testament, le château de Souys et le parc sont légués hors part à son troisième fils, Henry Thomas Falateuf, sa veuve et seconde épouse, Madame Max Thomas née Falateuf conservant cependant la jouissance du château et de ses dépendances jusqu’à sa mort. Les différentes métairies ou fermes sont attribuées aux autres enfants.
Le château devient le lieu de vacances de toute la famille Thomas jusqu'en 1945, date du décès de Marie Falateuf. Il revient alors à Madame Alain Godet, née Odile Thomas Falateuf, la fille d'Henri Thomas, mort pour la France en 1915. Celle-ci prend la décision de le vendre en 1948. L'acquéreur est Monsieur de La Motte Rouge ; il le cédera à la municipalité de Bobigny qui cherche un lieu pour installer un centre de vacances. Tous les autres biens de Souys de la famille Thomas sont successivement vendus entre 1913 et 1973.